# Karabinek Valmet M62

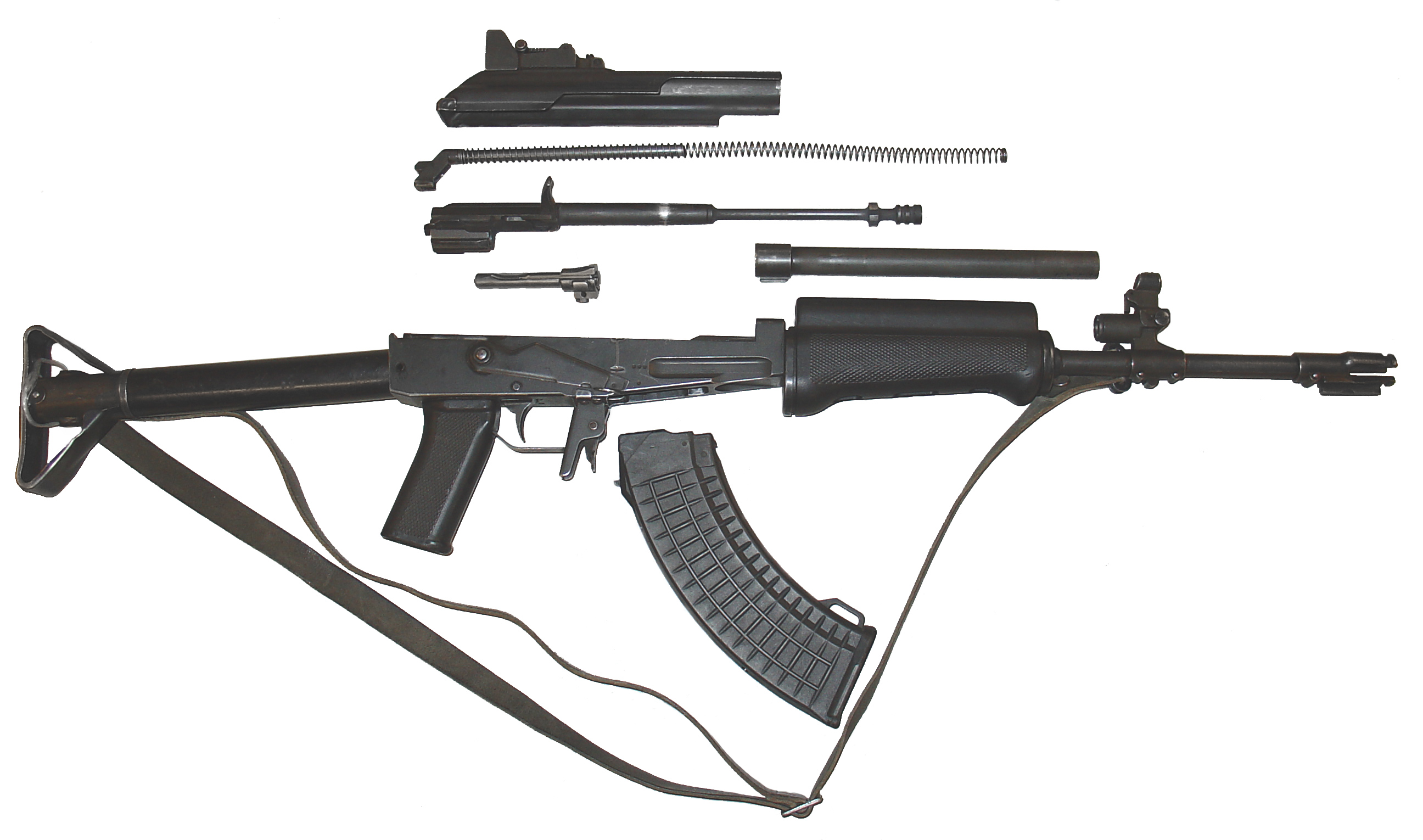
Karabinek Valmet M62 (rozłożony)

Valmet M62 (również Rk62, 7,62 RK 62, M62 lub Rynnäkkökivääri 62) – fiński karabinek automatyczny kalibru 7,62 × 39 mm wyprodukowany przez Valmet i SAKO, konstrukcyjnie oparty na radzieckim karabinku AK. Standardowa broń piechoty fińskich sił zbrojnych.

## Historia konstrukcji
Pod koniec lat 50. armia fińska rozpoczęła poszukiwania broni mającej zastąpić używane do tej pory karabiny powtarzalne i pistolety maszynowe. Finowie postanowili nie konstruować broni od podstaw tylko odpowiednio przystosować jakąś konstrukcje zagraniczną.
Wybór padł na radziecki karabinek AK. Zakupiono licencje i w 1960 roku rozpoczęły się próby zmodyfikowanego karabinka oznaczonego jako Rynnäkkökivääri 60 (Rk60). Konstruktorzy firmy Valmet, zachowując zasadę działania i sposób współdziałania mechanizmów, całkowicie zmienili wygląd zewnętrzny broni. Celownik przeniesiono na pokrywę komory zamkowej, a podstawę muszki umieszczono na komorze gazowej. Zastosowano nową kolbę i nakładki na lufę. Na końcu lufy pojawił się szczelinowy tłumik płomieni.
W wyniku testów broń została lekko zmodyfikowana i przyjęto do uzbrojenia jako Rynnäkkökivääri 62 (Rk62). W następnych latach Rk62 zastąpił starsze karabiny. Pod koniec lat 60. licencje na karabinek Valmet M62 sprzedano izraelskiej firmie IMI, która po wprowadzeniu własnych modyfikacji rozpoczęła produkcję tego karabinka pod nazwą Galil.
Pod koniec lat sześćdziesiątych karabinek Rk62 był nadal bronią nowoczesną, ale coraz większym problemem były zastosowane przy jego produkcji technologie. Rk62, podobnie jak AK, miał frezowaną komorę zamkową. W ZSRR opracowano w połowie lat sześćdziesiątych wersję z komorą zamkową wykonaną technologią tłoczenia. Zastosowanie nowej metody pozwoliło nie tylko zmniejszyć koszty produkcji, ale dodatkowo zmniejszyło masę broni. Tą samą drogą postanowili pójść Finowie. W połowie lat 70. powstała wersja z tłoczoną komorą zamkową oznaczona jako Valmet M76.

## Opis konstrukcji
Karabinek Rynnäkkökivääri 62 jest indywidualną bronią samoczynno-samopowtarzalną. Zasada działania oparta na wykorzystaniu energii gazów prochowych odprowadzanych przez boczny otwór lufy. Ryglowanie przez obrót zamka w lewo (dwa rygle). Mechanizm spustowy pojedynczym i seriami. Przełącznik rodzaju ognia połączony z bezpiecznikiem ma postać dźwigni na prawym boku komory zamkowej. Zasilanie z dwurzędowych magazynków łukowych o pojemności 30 naboi. Otwarte przyrządy celownicze składają się z muszki i celownika krzywkowego (z przeziernikiem) o nastawach od 100 do 600 metrów. W warunkach złej widoczności obraca się do przodu ramię celownika (pod ramieniem znajduje się muszka) i podnosi drugą muszkę. Przyrządy do strzelania w warunkach złej widoczności mają kropki ułatwiające celowanie. Rurowa kolba metalowa składana na prawą stronę komory zamkowej. Lufa zakończona szczelinowym tłumikiem płomieni.

## Wersje
- Rk60 – egzemplarze wersji próbnej. W porównaniu do AK zmieniono kolbę na rurową składaną na prawy bok broni, zastosowano nowe nakładki na lufę wykonane z tworzywa sztucznego, lufę wyposażono w tłumik płomieni. Celownik przeniesiono na komorę zamkową (zastosowano celownik przeziernikowy), muszkę na komorę gazową. W celu ułatwienia obsługi broni w rękawicach powiększono dźwignię zwalniania magazynka i usunięto osłonę spustu[5].
- Rk62 – seryjna wersja karabinka. Zmieniono kształt nakładki na lufę i przywrócono osłonę spustu[5].
- Rk76 – wersja z tłoczoną komorą zamkową[5].